# Hans Hilfiker

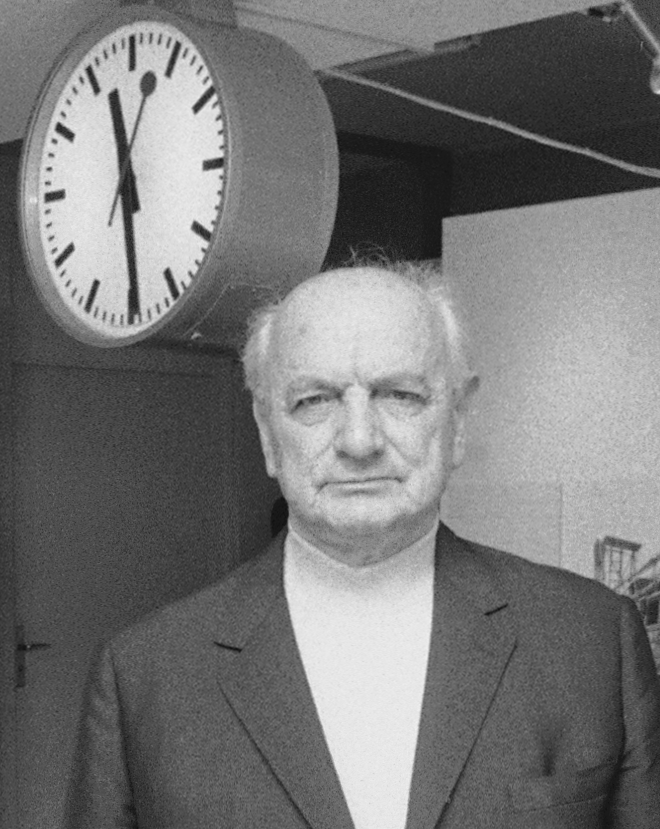
Hans Hilfiker (1984)

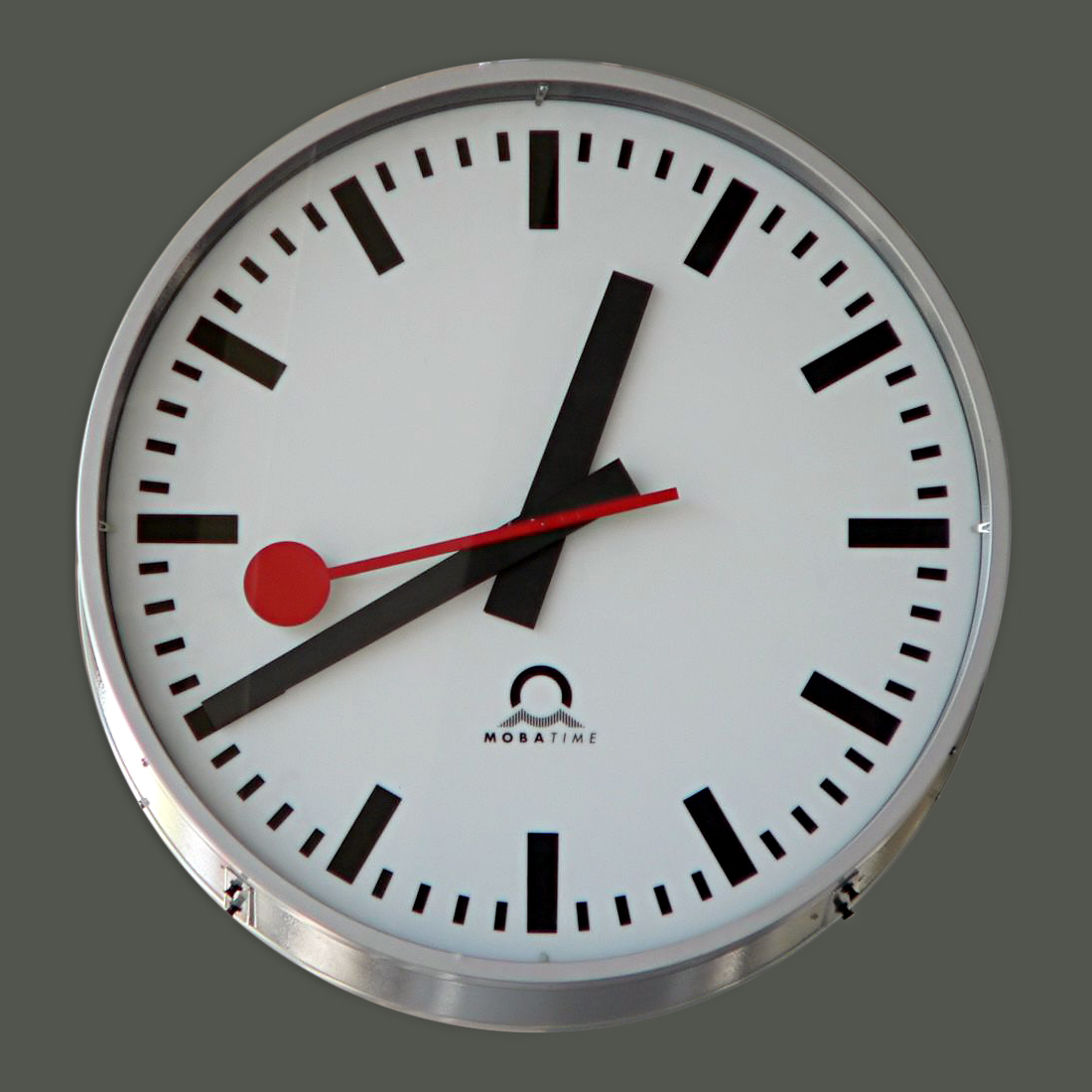
Um relógio de estação suíço, principal criação de Hilfiker.

Hans Hilfiker (15 de setembro de 1901 – 2 de março de 1993) foi um engenheiro e designer suíço. Em 1944, trabalhando para a companhia de Estradas de Ferro Suíças, ele projetou o relógio de estação suíço, que se tornou um ícone internacional. O relógio de estação para a SBB-CBB-FFS não foi a única contribuição de Hilfiker para a vida moderna. Ele também desenvolveu o conceito da cozinha planejada e foi responsável pelas dimensões padrão para os componentes das cozinhas suíças (55 cm x 60 cm x 90cm).